# St.-Josef-Statue (Poppenroth)

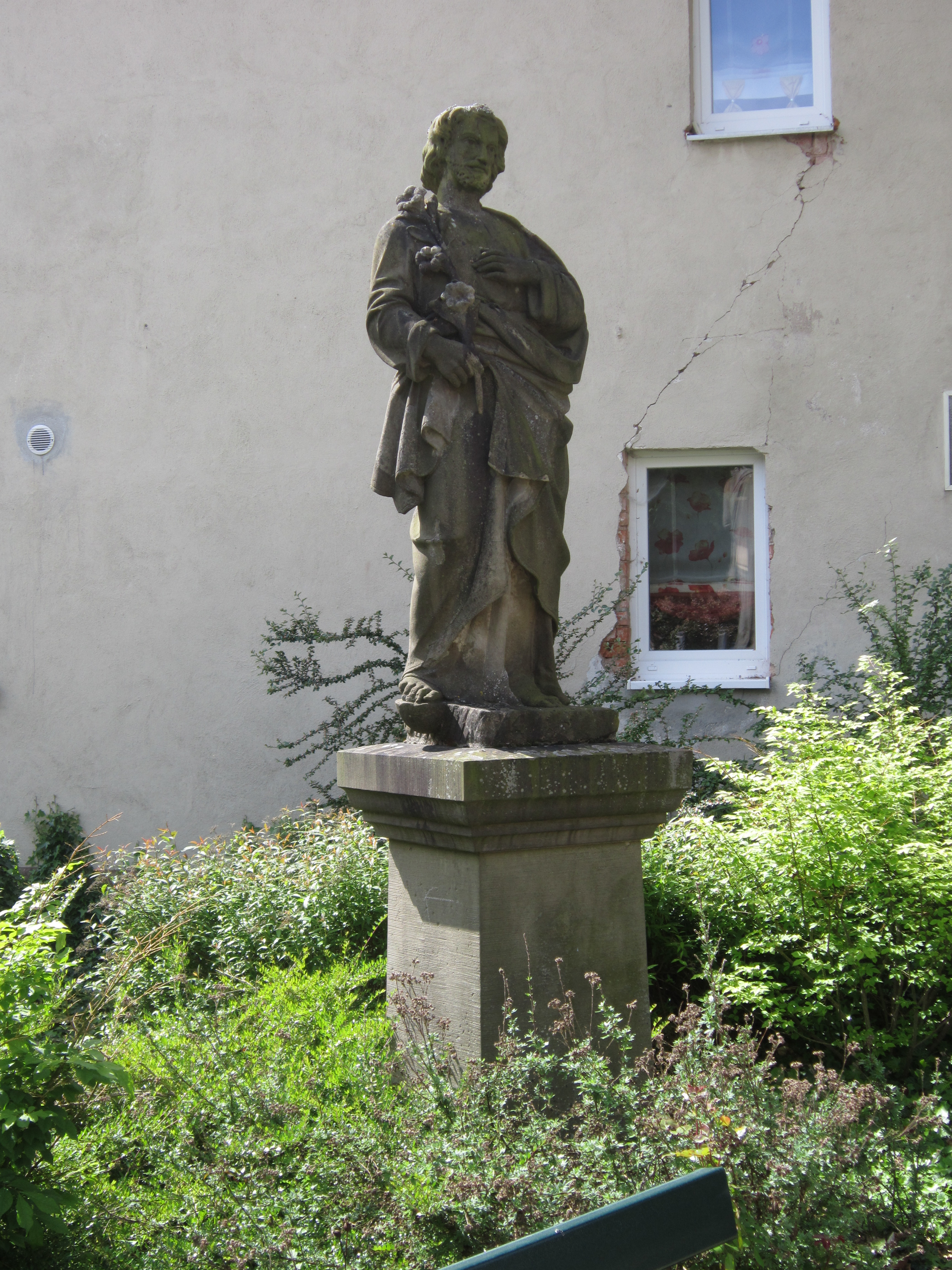
St.-Joseph-Statue in der Pfarrer-Bleymann-Gasse 2 in Poppenroth

Das St.-Joseph-Statue befindet sich der Pfarrer-Bleymann-Gasse 2 in Poppenroth, einem Stadtteil von Bad Kissingen, der Großen Kreisstadt des unterfränkischen Landkreises Bad Kissingen neben der Poppenrother St.-Ulrich-Kirche. Sie gehört zu den Bad Kissinger Baudenkmälern und ist unter der Nummer D-6-72-114-214 in der Bayerischen Denkmalliste registriert.

## Beschreibung
Die Figur mit Lilie und Wanderstab entstand im späten 19. Jahrhundert zur Erinnerung an den alten Dorffriedhof. Die Figur besteht aus Sandstein und ist 180 cm hoch. Der Sockel hat eine Höhe von 142 cm. Der Sockel aus Bodenplatte hat die Maße 84 cm × 84 cm und eine Höhe von 30 cm. Das Prisma hat etwa die Maße 45 cm × 45 cm und ist 88 cm hoch. Die Abschlussplatte ist mehrfach profiliert und vorkragend, 21 cm hoch und hat die Maße 70 cm × 70 cm.